# Тетяна Ейснер

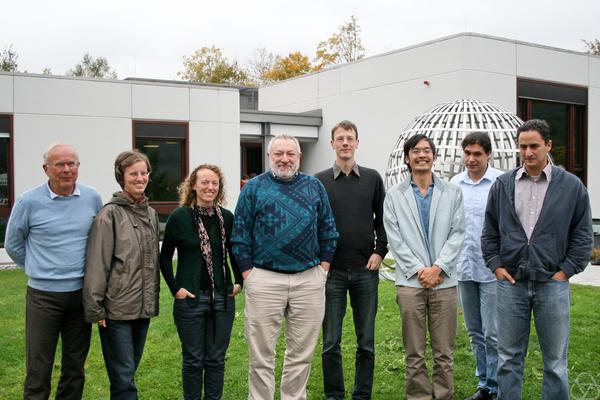
Зліва:, Тетяна Ейснер, Тамар Ziegler, Віталій Бергельсон, Маркус Гаазе, Теренс С. Тао, Балінт Фаркаш і Нікоса Frantzikinakis, в 2012 МСН Study Group ергодичної теорії і комбінаторної теорії чисел

Тетяна (Таня) Ейснер (при народженні — Лобова, 1 липня 1980 року в Харкові) — німецький та український математик, що спеціалізується на функціональному аналізі, теорії операторів та ергодичній теорії та її зв'язку з теорією чисел. Вона є професором математики в Лейпцизькому університеті.

## Освіта та кар'єра
Ейснер отримала диплом з прикладної математики в 2002 році в Харківському національному університеті, дипломну роботу виконувала під керівництвом Ганни Вишнякової. Потім вона отримала диплом з математики в Університеті Тюбінгена в 2004 році, а потім отримала ступінь доктора філософії.  Її дисертація, Стабільність операторів і напівгрупи, під керівництвом Рейнера Нагела. 
З 2007 по 2010 рік Ейснер працювала науковим асистентом в Тюбінгенському університеті. Після її навчання в 2010 році в Тюбінгені вона була асистентом професора в університеті Амстердама з 2011 по 2013 рік до того як стала працювати в Лейпцизькому університеті як повноправний професор в 2013 році.

## Книги
- з Балітом Фаркасом, Маркусом Гаазе, Райнером Нагелем: Теоретичні аспекти оператора ергодичної теорії , випускник текстів з математики, Springer, 2015.
- Стабільність операторів і напівгруп операторів, теорія операторів: досягнення та застосування, Vol. 209, Birkhäuser Verlag, Базель, 2010.
- з Біргітом Джейкобом, Андре Раном, Хансом Цварт (ред.): Теорія операторів, простори функцій і застосування , Міжнародний семінар з теорії операторів і застосувань, Амстердам, липень 2014, Теорія операторів: Досягнення та застосування, Birkhäuser Verlag, 2016